# Sommer-Paralympics 1996/Rollstuhltennis
Bei den Sommer-Paralympics 1996 in Atlanta wurden in insgesamt vier Wettbewerben im Rollstuhltennis Medaillen vergeben. Die Entscheidungen fielen zwischen dem 16. und 25. September 1996.

## Klassen
Bei den paralympischen Tenniswettbewerben mussten Athleten mindestens in einem Bein massive Funktionseinschränkungen haben.

## Ergebnisse

### Männer

#### Einzel
| Platz | Land               | Spieler             |
| ----- | ------------------ | ------------------- |
| 1     | Niederlande        | Ricky Molier        |
| 2     | Vereinigte Staaten | Stephen Welch       |
| 3     | Australien         | David Hall          |
| 4     | Frankreich         | Laurent Giammartini |
| 5     | Frankreich         | Abde Naili          |
| 5     | Deutschland        | Torsten Purschke    |
| 5     | Vereinigte Staaten | James Black         |
| 5     | Vereinigte Staaten | Vance Parmelly      |

#### Doppel
| Platz | Land                   | Spieler                           |
| ----- | ---------------------- | --------------------------------- |
| 1     | Vereinigte Staaten     | Stephen Welch Vance Parmelly      |
| 2     | Australien             | David Hall Mick Connell           |
| 3     | Niederlande            | Eric Stuurman Ricky Molier        |
| 4     | Frankreich             | Abde Naili Laurent Giammartini    |
| 5     | Österreich             | Martin Legner Klaus Salzmann      |
| 5     | Deutschland            | Torsten Purschke Stefan Bitterauf |
| 5     | Schweiz                | Gérald Métroz Martin Erni         |
| 5     | Vereinigtes Königreich | Chris Illingworth Jayant Mistry   |

### Frauen

#### Einzel
| Platz | Land               | Spielerin                     |
| ----- | ------------------ | ----------------------------- |
| 1     | Niederlande        | Maaike Smit                   |
| 2     | Niederlande        | Monique Kalkman-van den Bosch |
| 3     | Niederlande        | Chantal Vandierendonck        |
| 4     | Australien         | Daniela Di Toro               |
| 5     | Frankreich         | Oristelle Marx                |
| 5     | Japan              | Kanae Kitamoto                |
| 5     | Deutschland        | Regina Isecke                 |
| 5     | Vereinigte Staaten | Nancy Olson                   |

#### Doppel
| Platz | Land                   | Spielerinnen                                         |
| ----- | ---------------------- | ---------------------------------------------------- |
| 1     | Niederlande            | Chantal Vandierendonck Monique Kalkman-van den Bosch |
| 2     | Vereinigte Staaten     | Hope Lewellen Nancy Olson                            |
| 3     | Frankreich             | Oristelle Marx Arlette Racineux                      |
| 4     | Australien             | Randa Hinson Daniela Di Toro                         |
| 5     | Vereinigtes Königreich | Janet McMorran Andrea Broadway-Parkinson             |
| 5     | Deutschland            | Christa Ott Regina Isecke                            |
| 5     | Japan                  | Chiyoko Ohmae Kanae Kitamoto                         |
| 5     | Israel                 | Tiki Aharoni Kineret Wallach                         |

## Medaillenspiegel
| Platz | Land               | G | S | B | Gesamt |
| ----- | ------------------ | - | - | - | ------ |
| 01    | Niederlande        | 3 | 1 | 2 | 6      |
| 02    | Vereinigte Staaten | 1 | 2 | – | 3      |
| 03    | Australien         | – | 1 | 1 | 2      |
| 04    | Frankreich         | – | – | 1 | 1      |